# Pauline Lucca
Pauline Lucca (Vienna, 25 aprile 1841 – Vienna, 28 febbraio 1908) è stata un soprano austriaco.

## Biografia
Di origini italo-tedesche, cantò al Wiener Staatsoper. Il suo esordio a Olmütz nella parte di Elvira in Ernani del 1859 fu seguito dalle due esibizioni a Praga di Valentine e Norma che catturarono l'attenzione di Giacomo Meyerbeer. Si esibì diverse volte al Covent Garden Theater di Londra, prima dal 1863 al 1867, poi dal 1870 al 1872 e infine nel 1882. Dal 1872 al 1874 cantò negli Stati Uniti, dopodiché tornò in patria al Wiener Staatsoper, dove si esibì fino al suo ritiro dalle scene nel 1889. Tra i suoi ruoli più celebri si menzionano Cherubino, Selika, Carmen e Marguerite. La sua vita privata attirò l'attenzione della stampa dell'epoca, in particolare a causa dei suoi numerosi divorzi, come testimonia un opuscolo pubblicato a New York nel 1872 intitolato Bellicose Adventures of a Peaceable Prima Donna, che riportava presunte vicende sentimentali attribuite a Lucca durante la guerra franco-prussiana.